# Capilla Flamenca
Capilla Flamenca fue un conjunto vocal e instrumental belga especializado en la música del Renacimiento, especialmente en el repertorio franco-flamenco de alrededor de 1500. Fue cofundado en 1979 por Dirk Snellings y Herman Baeten.
Dirk Snellings fue el director artístico y bajo de la formación hasta noviembre de 2013. Tras su muerte en 2014, el grupo cesó sus actividades.
El núcleo del grupo consistía en un cuarteto con los siguientes miembros:
- Marnix De Cat (contratenor)
- Tore Tom Denys (tenor)
- Lieven Termont (barítono)
- Dirk Snellings (bajo)

Aunque dependiendo del repertorio a interpretar, incorporaban otros cantantes e instrumentistas.

## El nombre del grupo
El nombre del grupo se basa en la famosa capilla formada por Carlos I de España. Carlos I, al abandonar los Países Bajos en 1517, escogió a algunos de los mejores músicos de Países Bajos para que lo acompañaran en su viaje a España. Con ellos fundó la "Capilla flamenca", que tenía su sede en el Real Alcázar de Madrid.

## Discografía
Álbumes originales:
- 1987 - Basilica Concerten. Festival van Vlaanderen.[5] Limburg. Poketino Pvba PL 0011 (LP)[6]
- ? - Het studentenleven anno 1570.[7] Eufoda[8]  1071 (LP).
- 1993 - Puer nobis.[9] Christmas in the Renaissance. Eufoda 1147.
- 1993 - Renaissance. Polyfonie in Brugge. The Songbook of Zeghere van Male.[10] Eufoda 1155.
- 1995 - Zingen en spelen in Vlaamse steden en begijnhoven. Music in Flemish Cities and Beguignages 1400-1500. Eufoda 1266.
- 1996 - Pierre de la Rue: Missa Alleluia. Muziek aan het Bourgondische hof. Eufoda 1232.

- 1996 - Oh Flanders Free. Music of the Flemish Renaissance: Ockeghem, Josquin, Susato, La Rue. Alamire[11] LUB 03, Naxos 8.554516.
- 1998 - Bassano:[12] Viva L'Amore. Capilla Flamenca y Flanders Recorder Quartet. Opus 111 30-239.
- 1998 - Margarete - Maximilian I. Musik um 1500. Capilla Flamenca junto con "La Caccia",[13] Knaben der Schola Cantorum Cantate Domino Aalst, Schola Gregoriana[14] Lovaniensis. ORF Shop CD 265 (2 CD).
- 1999 - The A-La-Mi-Re Manuscripts.[15] Flemish Polyphonic Treasures for Charles V: Josquin, De la Rue, Willaert. Naxos 8.554744.
- 1999 - I Fiamminghi - V. Brassart: In festo Corporis Christi. Ricercar[16] 233362.
- 2000 - Jean de Castro: Polyphony in a European Perspective. Junto con More Maiorum, Piffaro, The Renaissance Band, Trigon-Project, Wim Diepenhorst y Bart Demuyt. Passacaille[17] 931.
- 2001 - Resonanzen 2001. Viva España. Capilla Flamenca y otros. ORF "Edition Alte Musik" CD 281.
- 2001 - The Flemish Organ Heritage. Capilla Flamenca. Obras de A. van den Kerckhoven.[18] Naxos 8.555809
- 2001 - Arnold de Lantins: Missa Verbum Incarnatum. Capilla Flamenca junto con Psallentes y Clari Cantuli. Ricercar 207.
- 2002 - La Rue: Missa de septem doloribus. Capilla Flamenca y Psallentes. Musique en Wallonie 0207.
- 2002 - Musica Reservata. Endangered Sounds. Capilla Flamenca y Psallentes. Alamire Foundation 2002
- 2002 - Vivanco: Libro de Motetes (1610). Capilla Flamenca y Oltremontano. LCD 9706.
- 2002 - Prioris: Requiem. Eufoda 1349.
- 2003 - Foi. Ars nova, oral traditional music and more. CAPI 2003
- 2003 - Utendal / De Monte: Motets. Capilla Flamenca y Oltremontanto. Passacaille 937.
- 2003 - Canticum Canticorum. In Praise of Love: The Song of Songs in the Renaissance. Eufoda 1359.
- 2004 - Zodiac. Ars Nova and Ars Subtilior in the Low Countries[19] and Europe. Eufoda 1360.
- 2004 - Obrecht: Chansons, Songs, Motets.[20] Junto con Piffaro, The Renaissance Band. Eufoda 1361.
- 2005 - Priest and Bon Vivant. Sounds of the City of Louvain from the 16th Century. Works by Clemens non Papa and his contemporaries. Capilla Flamenca y La Caccia. Etcétera 1287.
- 2005 - Dulcis Melancholia. Biographie musicale de Marguerite d'Autriche. Musique en Wallonie MEW 525.
- 2005 - La Rue: Missa Ave Maria, Vespers. Capilla Flamenca y Psallentes. Musique en Wallonie 0633.
- 2006 - Sei Willekomen. Capilla Flamenca y Flanders Recorder Quartet. Eufoda 1256.
- 2006 - Concentu melodiae. K.U.Leuven 96-01
- 2006 - Lumina. Christmas Around The 1500s. Capilla Flamenca y Pueri.[21] Eufoda 1366.
- 2006 - Flemish and Walloon Organ Treasure, Volume 4. Capilla Flamenca y Joris Verdin. Visión-Air 2006/1.
- 2007 - Désir d'aymer. Love Lyrics Around 1500, from Flanders to Italy.. Eufoda 1369.
- 2007 - Salve Mater, Salve Jesu. Chant and Polyphony from Bohemia around 1500. Capilla Flamenca junto con Schola Gregoriana Pragensis con Barbara Maria Willi. Etcétera ETC 1346.
- 2007 - Lambert de Sayve: Missa Dominus Regnavit / Motetten. Capilla Flamenca y Oltremontano. Etcétera 4022
- 2008 - Machaut: Orfèvre de la Polyphonie. Junto con el Ensemble Syntagma. Krediet Bank of Luxembourg.
- 2008 - Bellum & Pax. Missa L'homme armé[22] / Da Pacem. Obrecht / Josquin / La Rue. Capilla Flamenca junto con Oltremontano y Psallentes. Eufoda 1372.
- 2009 - En un gardin. Les quatre saisons de l'Ars Nova. Musique en Wallonie 0852.
- 2010 - Lassus: Bonjour mon coeur. Ricercar 290.
- 2010 - Alexander Agricola: Missa In myne zin. Ricercar 306.
- 2011 - Heinrich Isaac: Ich muss dich lassen. Con Oltremontano. Ricercar 318.
- 2011 - Espris d'amours. Miniatures flamandes. Con Marnix De Cat. Musique en Wallonie 1157.
- 2012 - Adrian Willaert: Vespro Della Beata Vergine. Ricercar 325.
- 2012 - 12 x 12 - A Musical Zodiac. Con Het Collectief.[23] Etcetera[24] 4042.

Álbumes recopilatorios:
- 2011 - La Rue: Musical Portrait. Musique en Wallonie 1159 (3 CD).

Álbumes junto con otros grupos:
- 2001 - Resonanzen 2001. Viva España !. ORF "Edition Alte Musik" CD 281 (3 CD + CD (dts)).

Álbumes recopilatorios junto con otros grupos:
- 2001 - Kyrie. Classical Music for Reflection and Meditation. Naxos 8.556707.
- 2001 - Salve regina. Classical Music for Reflection and Meditation. Naxos 8.556709.
- 2011 - The Flemish Polyphony. Ricercar 102 (8 CD y libro).

## Galería

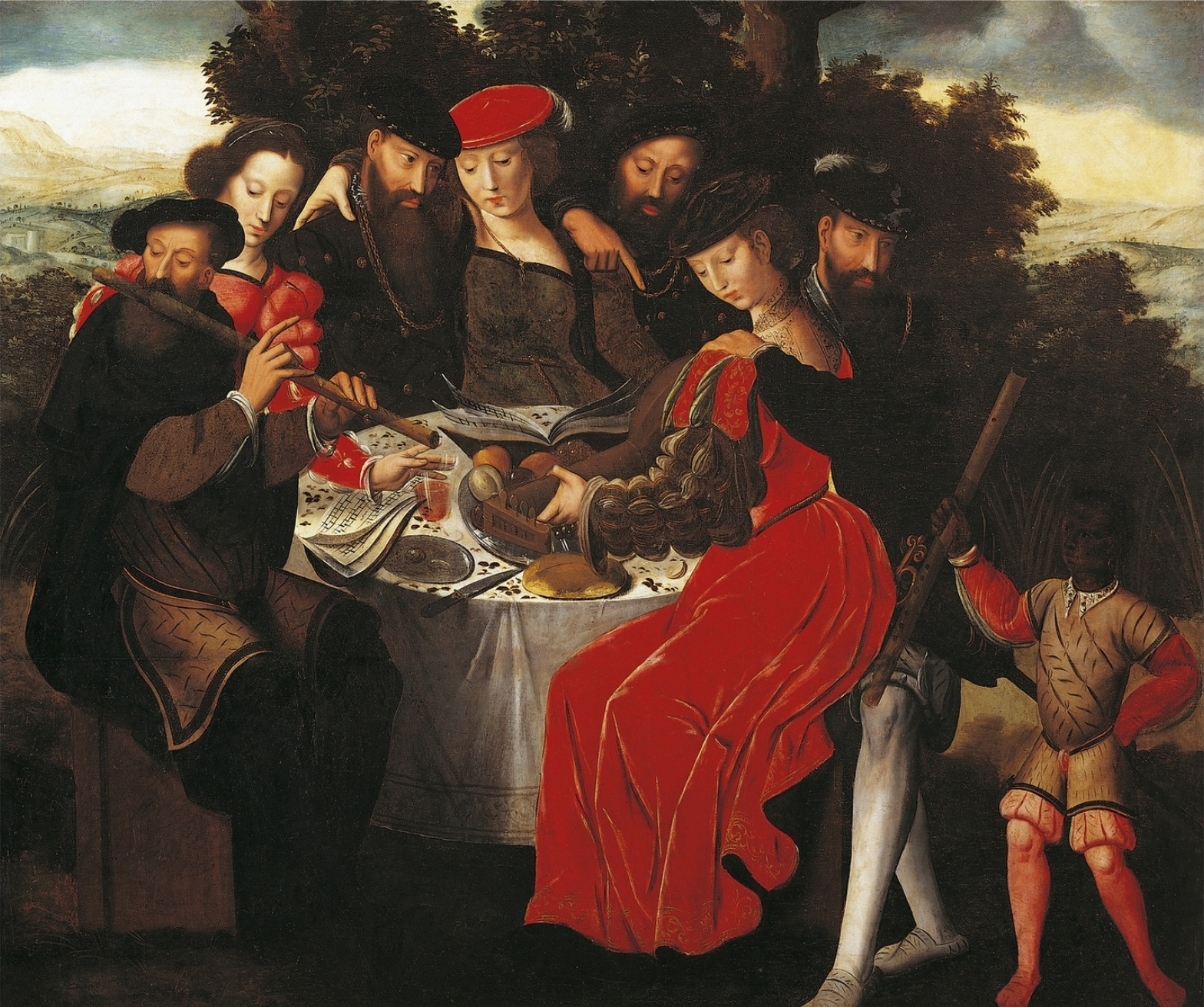
"Concierto", de Ambrosius Benson. Imagen empleada en la portada de "Oh Flanders Free".